# استرانگ (آرکانزاس)
استرانگ (آرکانزاس) (به انگلیسی: Strong, Arkansas) یک شهر در ایالات متحده آمریکا با جمعیت ۶۵۱ نفر است که در آرکانزاس واقع شده‌است.

## موقعیت جغرافیایی
موقعیت جغرافیایی شهرها و مناطق اطراف به شرح زیر است: